# Julie Ann Emery
Julie Ann Emery est une actrice américaine née le 16 janvier 1975 à Crossville au Tennessee.
Elle est principalement connue à la télévision pour ses rôles dans Fargo, Preacher, Better Call Saul.

## Biographie
Elle est la fille de Janice, informaticienne et Gary, agriculteur. Elle étudie au lycée de Crossville, termine en 1990.
Elle étudie le théâtre à l'université de Webster à Saint-Louis, Missouri.

### Vie privée
Elle est mariée depuis 2001 à Kevin Earley.

## Filmographie

### Cinéma

#### Longs métrages
- 2002 : Reality Check de Rafal Zielinski : Sal
- 2005 : Hitch, expert en séduction (Hitch) d' Andy Tennant : Casey
- 2008 : Le Prix du silence (Nothing But the Truth) de Rod Lurie : Agent Boyd
- 2008 : The Rainbow Tribe de Christopher R. Watson : Lauren
- 2008 : House de Robby Henson : Leslie Taylor
- 2011 : The A Plate de Terre Weisman : Andrea Stevens
- 2012 : The History of Future Folk de John Mitchell et Jeremy Kipp Walker : Holly
- 2012 : The Letter de Jay Anania : Dr Lewis
- 2013 : My Movie Project (Movie 43) de Will Graham : Clare (segment Homeschooled)
- 2014 : Rodeo Princess 2 : L'Eté de Dakota (Dakota's Summer) de Timothy Armstrong : Annie
- 2017 : Mary (Gifted) de Marc Webb : Pat Golding
- 2019 : I Hate Kids de John Mallory Asher : Joanna
- 2019 : 3 Days with Dad de Larry Clarke : Susan
- 2020 : Walkaway Joe de Tom Wright : Gina McCarthy
- 2020 : Teenage Badass de Grant McCord : Rae Jaffe

#### Courts métrages
- 2006 : Gillery's Little Secret de T.M. Scorzafava : Abbie
- 2008 : The Beneficiary de Theodore Melfi : La bénéficiaire
- 2009 : Redemption de Bruce McAlester : Alexis
- 2016 : Falling Slowly de Tiffany Wu : Maggie

### Télévision

#### Séries télévisées
- 2001 - 2003 : Urgences (ER) : Niki Lumley
- 2002 : Le Drew Carey Show (The Drew Carey Show) : Amy
- 2002 : First Monday : Leah Barnes
- 2002 : Providence : Winnie
- 2002 : Disparition : Amelia Keys Henderson
- 2003 : Les Experts : Miami (CSI : Miami) : Lynn Martell
- 2003 - 2005 : Line of Fire : Jennifer Sampso
- 2005 : The Inside : Dans la tête des tueurs (The Inside) : Betty Scarwid
- 2005 : Alias : Nancy Cahill
- 2005 : Commander in Chief : Joan Greer
- 2006 : Bones : Janine O'Connell
- 2006 : Ghost Whisperer : Dr Penn Gorgan
- 2007 : American Wives : Sarah Belgrad
- 2007 - 2008 : October Road : Christine Cataldo
- 2007 - 2008 : The Riches : Gi Gi Panetta
- 2008 : Dexter : Fiona Camp
- 2009 : Terminator : Les Chroniques de Sarah Connor (Terminator: The Sarah Connor Chronicles) : Infirmière Hobson
- 2009 : Cupid : Rile
- 2009 - 2011 : Then We Got Help! : Emily
- 2010 : Royal Pains : Susie
- 2011 : Damages : Tara Conway
- 2011 : Suits : Avocats sur mesure (Suits) : Vanessa
- 2013 : Perception : Susan Vetter
- 2014 : NCIS : Enquêtes spéciales (NCIS) : Erin Pace
- 2014 : Fargo : Ida Thurman
- 2014 : Unforgettable : Shelby Delson
- 2015 - 2022 : Better Call Saul : Betsy Kettleman
- 2015 : Following (The Following) : Nancy
- 2015 : Masters of Sex : Jo
- 2016 : Major Crimes : Détective Stephanie Dunn
- 2016 : NCIS : Nouvelle-Orléans (NCIS : New Orleans) : Agent Karen Hardy
- 2016 : Code Black : Debbie Kobling
- 2016 : Notorious : Laurie Parker
- 2017 : Very Bad Nanny (The Mick) : Karen
- 2017 - 2019 : Preacher : Lara Featherstone
- 2018 : The Rookie : Le Flic de Los Angeles (The Rookie) : Stacy
- 2019 : Catch 22 : Marion Scheisskopf
- 2020 - 2021 : Harry Bosch (Bosch) : Agent Sylvia Reece
- 2021 : Claws : Kim
- 2022 : Five Days at Memorial : Diane Robichaux
- 2024 : Skeleton Crew (série télévisée) : Hotelier

#### Téléfilms
- 2002 : Another Pretty Face de Ray Vega : Libby Deco
- 2005 : Passions sous la neige (Snow Wonder) de Peter Werner : Stacey
- 2007 : Dessine-moi une famille (Pictures of Hollis Woods) de Tony Bill : Izzy Regan
- 2017 : Un Noël de roman (Christmas on the Coast) de Gary Wheeler : Drucinda Cassadine

### Réalisatrice
- 2009 - 2011 : Then We Got Help! (également scénariste et productrice)